# Locatory
Locatory.com – platforma internetowa, umożliwiająca wyszukiwanie, zakup i sprzedaż inwentarza lotniczego. Platforma służy jako obszerny magazyn inwentarza lotniczego, części zamiennych, komponentów oraz usług remontowych, które łatwo można dodać w celu prezentacji, a użytkownicy platformy, chcący zakupić produkty najlepszej jakości za najlepszą cenę w jak najkrótszym czasie w prosty sposób, mogą je wyszukiwać.
Locatory.com osiąga przewagę nad konkurencyjnymi platformami dzięki koncentracji na rynkach rozwijających się poprzez dostarczanie nadzwyczajnej funkcjonalności i podejście wielojęzyczne. Platforma została przetłumaczona na 7 języków – angielski, hiszpański, francuski, niemiecki, rosyjski, portugalski i chiński, dzięki czemu to narzędzie jest wyjątkowym pomostem pomiędzy zachodnimi dostawcami i rozwijającymi się rynkami wschodnimi.
Locatory.com wchodzi w skład Avia Solutions Group – grupy spółek skoncentrowanych na dostarczaniu lotniczych rozwiązań biznesowych dla linii lotniczych i przemysłu turystycznego.
Platforma internetowa umożliwia:
- Wyszukiwanie części do statków powietrznych
- Zakup części do statków powietrznych
- Sprzedaż części do statków powietrznych
- Promocję usług
- Nawiązywanie nowych kontaktów biznesowych